# João Fernandes Lavrador
João Fernandes Lavrador (Terceira, 1453 – 1505) è stato un esploratore portoghese della fine del XV secolo. Lavrador è stato il primo esploratore moderno ad essersi avventurato nelle coste nord-orientali dell'Atlantico settentrionale, incluse le coste della penisola del Labrador, chiamate così proprio in suo onore.

## Nome
Il cognome della sua famiglia è Fernandes; in quanto proprietario di terreni gli fu poi concesso di utilizzare il titolo di lavrador, che in portoghese significa letteralmente "agricoltore" ma anche "proprietario terriero".

## Spedizioni
Da documenti e registri del porto della cittadina inglese di Bristol, sembra che João Fernandes Lavrador abbia navigato su tratte commerciali tra il Portogallo e Bristol sin dal 1486 e questo gli consentì probabilmente di entrare nel giro dei viaggi nelle Americhe non solo portoghesi ma anche inglesi.
Egli prese probabilmente parte alla spedizione di Giovanni Caboto del 1497 e forse anche a quella del 1498, entrambe finanziate da re Enrico VII, durante la quale fu protagonista del primo avvistamento della costa orientale della Groenlandia e della mappatura di queste coste e di quelle di Terranova. La cosiddetta mappa di Weimar del 1530 riporta a fianco alla Groenlandia: "Questa terra fu scoperta dagli inglesi della città di Bristol ma lì non vi era niente di valore. Poiché il primo a dare notizia dell'avvistamento fu un possidente ("Labrador") delle Azzorre, essi la rinominarono così.", mentre la cosiddetta mappa di Wolfenbüttel, risalente al 1532 e oggi attribuita al cartografo Diego Ribero, riporta, accanto alla costa groenlandese, una nota che recita "Poiché il primo ad avvistarlo è stato un possidente proveniente dalle isole Azzorre, a questo paese è rimasto assegnato tale nome".
Di ritorno dalla spedizione (forse egli fu un superstite della spedizione di Caboto del 1498), João Fernandes mostrò le mappe realizzate a Enrico VII e ciò gli fece guadagnare tanta fama che, il 28 ottobre 1499, re Manuele I del Portogallo diede a Fernandes il permesso di esplorare la parte dell'oceano Atlantico che, secondo quanto sancito con il trattato di Tordesillas, spettava al Portogallo.
Durante la sua spedizione nella regione nord-orientale dell'oceano Atlantico, nel 1499, Fernandes, assieme a Pêro de Barcelos, avvistò e cartografò la costa di quella che oggi è conosciuta come penisola del Labrador nonché le coste della Groenlandia sud-occidentale e della regione nord-orientale del continente nordamericano. Come detto, oggi si ritiene che queste coste abbiano preso il nome proprio da João Fernandes. In effetti, fino almeno agli anni settanta del sedicesimo secolo, il nome "Labrador" era utilizzato per indicare l'odierna Groenlandia (o in alcuni casi una l'intero territorio che oltre alla Groenlandia comprendeva anche la terra che pensava unisse la Groenlandia a Terranova) e solo in un periodo successivo e dopo ulteriori scoperte geografiche, esso fu spostato e utilizzato per indicare il territorio dell'odierna penisola del Labrador, la quale, nelle prime mappe, era indicata come "Terra Corterialis", dal nome dei fratelli Gaspar e Miguel Corte-Real.
Dopo il suo ritorno dalla Groenlandia, Fernandes si diresse a Bristol, in Inghilterra, dove, nel marzo 1501, ricevette da Enrico VII una nuova licenza per salpare alla scoperta di nuove terre, questa volta in nome dell'Inghilterra. Poco si sa però di questa nuova spedizione, iniziata nel 1501. In effetti le notizie su Fernandes da qui in poi sono piuttosto rare, si sa che egli fu specificatamente escluso da una seconda licenza rilasciata da Enrico VII ai navigatori portoghesi il 9 dicembre 1502, mentre una lettera inviata al re portoghese da Barcelos e datata 1506 sembra far capire che in quell'anno egli fosse già morto.
Fernandes ricevette diverse proprietà sulle terre da lui scoperte ed è considerato oggi il primo proprietario terriero europeo del Labrador.

## Curiosità
Dato che il suo nome deriva da quello della penisola del Labrador, la popolare razza canina Labrador retriever deve indirettamente il suo nome a João Fernandes Lavrador.